# Marco Antônio García Alves
Marco Antonio (Barra do Piraí, Brasil; 26 de diciembre de 1940) es un exfutbolista de Brasil que jugaba en la posición de centrocampista.

## Carrera

### Club
| Periodo   | Club            |
| --------- | --------------- |
| 1959-1962 | America RJ      |
| 1962-1963 | América Mineiro |
| 1963-1965 | Sao Paulo FC    |
| 1965-1968 | Cruzeiro EC     |
| 1969-1970 | Comercial       |
| 1971      | Uberlândia EC   |
| 1971-1972 | Botafogo SP     |
| 1973-1976 | Goiânia EC      |

### Selección nacional
Jugó para Brasil en siete ocasiones en la Copa América 1963 donde anotó dos goles.

## Logros

### Club
- Brasileirao (1): 1966[3]
- Campeonato Carioca (1): 1960
- Campeonato Mineiro (4): 1965, 1966, 1967, 1968
- Campeonato Goiano (1): 1974

### Individual
- Goleador del Campeonato Mineiro de 1962.